# Aulacocalyx camerooniana
Aulacocalyx camerooniana là một loài thực vật có hoa trong họ Thiến thảo. Loài này được Sonké & S.E.Dawson mô tả khoa học đầu tiên năm 2005.